# Волго-Балтійський ВТТ
Волго-Балтійський ВТТ — підрозділ системи виправно-трудових установ СРСР.
Організований 31.10.52 на базі розформованих Шекснінського ВТТ МВС і Витегорського ВТТ;

закритий 29.07.53.

## Підпорядкування і дислокація
- Головгідроволгобалтбуд з 31.10.52 ;
- ГУЛАГ МЮ з 02.04.53.

Дислокація: Вологодська область, м. Витегра.

## Виконувані роботи
- будівництво Волго-Балтійського водного шляху: обслуговування Білоусівського, Новінковського, Пахомовського, Шумінського і Шекснінського СУ (будівельного управління).

## Чисельність з/к
- 01.01.53 — 33 720 ;
- 01.03.53 — 32 784 ,
- 15.07.53 — 3815 ;
- 01.09.53 — 2242.